# Hématologie
L’hématologie est la science qui étudie le sang et ses maladies (ou hémopathies). Elle étudie plus particulièrement les cellules sanguines dont l'origine est hématopoïétique (synthèse de ces cellules dans la moelle osseuse) et qui ont un rôle pour l'oxygénation, l'immunité et la coagulation, et étudie également certaines molécules plasmatiques que sont les facteurs de coagulation.
L'hématologie est généralement divisée en deux sous-domaines :
- un versant clinique avec l'hématologie clinique, consistant à la prise en charge directe des malades, du diagnostic clinique à la prise en charge thérapeutique ;
- un versant biologique/pathologique avec l'hématologie biologique (ou hématopathologie) qui s'occupe du diagnostic des pathologies sur des échantillons de sang/moelle osseuse.

Pour avoir accès aux termes fréquemment utilisés en hématologie voir vocabulaire de l'hématologie.

## Répartition des maladies hématologiques dans la population

### Chiffres
Les maladies hématologiques graves, que sont les lymphomes et les leucémies, sont des cancers peu fréquents, ils ont en France une incidence de respectivement 15 nouveaux cas et 7 nouveaux cas par an et pour 100 000 personnes.

### Facteurs de risques
Il y a peu de facteurs de risque recensés pour ces maladies, on peut citer :
- l'exposition à certains produits chimiques (tabac, benzène, pesticides, etc.) ;
- les rayonnements ionisants.

Pour les défauts de certains facteurs de coagulation et de certaines cellules les facteurs de risques sont :
- régime pauvre en fer ;
- régime pauvre en certaines vitamines ;
- règles abondantes.

### Mesures de prévention
La prévention consiste simplement à légiférer et à réduire l'exposition à certains produits chimiques et rayonnements ionisants, particulièrement dans certaines industries[Lesquelles ?].

## Disciplines fondamentales en hématologie

### Anatomie et histologie
- La moelle osseuse
- Le tissu lymphoïde et système lymphatique
- La circulation sanguine

### Physiologie hématologique
La physiologie permet de savoir quels sont les mécanismes concernant un domaine médical et ainsi mieux comprendre les maladies, mieux les diagnostiquer et les guérir.
- La coagulation
- L'hématopoïèse
- La genèse des cancers, voir Oncologie.

## Affections hématologiques

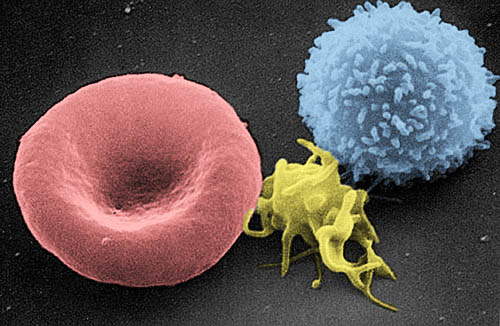
De gauche à droite : un érythrocyte, un thrombocyte et un leucocyte.

Les maladies hématologiques sont nommées « Hémopathies ».
L'hématologie est communément divisée en trois sous catégories, en fonction du groupe de cellules étudiée (érythrocytes, globules blanc ou leucocytes, plaquettes). Cette subdivision reste incomplète, puisque de nombreuses maladies affectent certains ou tous les composants du sang et de la moelle osseuse.
Une grande partie des hémopathies est due soit au manque ou soit à l'excès de synthèse de ces composants du sang, pour les cellules sanguines il s'agit d'un problème lors d'une étape de l'hématopoïèse (synthèse des cellules sanguines dans les os) ou dans la différenciation au niveau des organes lymphoïdes secondaires, et pour les facteurs de coagulation d'un problème au foie.
Il peut également s'agir d'une perte excessive en périphérie ou de la synthèse de cellules non fonctionnelles.
On retrouve donc en excès ou en défaut certaines cellules dans un ou plusieurs de ces compartiments : la moelle osseuse, le sang et les organes lymphatiques secondaires.
On classe les hémopathies ainsi :
- d'une part les hémopathies bénignes (par exemple par carences vitaminiques, anomalies de l'hémoglobine ou hémoglobinopathie…) dont la classification proposée reprend en grande partie ce plan ;
- et d'autre part les hémopathies malignes :
  - leucémies : tumeur du sang (les cellules sanguines immatures prolifèrent dans le sang),
  - lymphomes : tumeur dans les organes lymphoïdes secondaires (comme les ganglions ou la rate),
  - ainsi qu'avec d'autres maladies qui ont ces syndromes :
    - syndrome myélodysplasique : défaut (en qualité et/ou en quantité) de synthèse d'un ou plusieurs des types de cellules sanguines suivantes : globules rouges, globules blancs ou plaquettes,
    - et syndrome myéloprolifératif : excès de synthèse d'un ou plusieurs des types de cellules matures sanguines suivantes : globules rouges, globules blancs ou plaquettes.

On distingue quatre types de leucémies :
- la leucémie chronique est caractérisée par la présence de cellules cancéreuses matures :
  - leucémie lymphoïde chronique (LLC) : les cellules concernées viennent de la lignée lymphoïde,
  - leucémie myéloïde chronique (LMC) : les cellules concernées viennent de la lignée myéloïde ;
- la leucémie aiguë est caractérisée par l'apparition de nombreuses cellules immatures du sang :
  - Leucémie aiguë lymphoblastique (LAL) : les cellules concernées viennent de la lignée lymphoïde,
  - Leucémie aiguë myélobastique (LAM) : les cellules concernées viennent de la lignée myéloïde.

Il faut savoir qu'il y a toujours une phase de leucémie chronique avant qu'il y ait l'évolution vers une leucémie aiguë.
Quant aux lymphomes, ils sont scindés en deux groupes :
- la maladie de Hodgkin ;
- les lymphomes non-hodgkiniens.

Les maladies provoquant un problème de coagulation sont les coagulopathies, parmi celles-ci il y a les maladies dont l'origine est l'érythrocyte, mais aussi celles dont l'origine vient des facteurs de coagulation, ce sont les hémophilies.
On peut également classer les hémopathies suivant l'origine de la cellule touchée :
| - Éosinophilie - Neutropénie - Agranulocytose / hyperleucocytose - Aplasie médullaire - Hyperlymphocytose - Syndrome mononucléosique - Syndrome myéloprolifératif (prolifération de cellules d'origine myéloïde) - Leucémie myéloïde chronique - Syndrome myélodysplasique - Syndrome lymphoprolifératif (prolifération de cellules d'origine lymphoïde) - Leucémie aiguë lymphoïde (LAL) - Leucémie lymphoïde chronique (LLC) - Lymphomes - Maladie de Hodgkin - Lymphomes non-hodgkiniens - Myélomes - Autres Adénopathies que les lymphomes - Les plasmocytes - Myélome multiple - Maladie de Waldenström - Cryoglobulinémie | - Anémie - Hémoglobinopathie - Allo-immunisation - Maladie de Vaquez - Drépanocytose - Thalassémie - Thromboses - Thrombopénie / Thrombocytose - Désordres liés au saignement et à la coagulation - Hémophilie - Coagulation intravasculaire disséminée - Fibrinolyse primitive - Thrombopathie - Microangiopathie thrombotique |

## Sémiologie

### Principaux signes cliniques
Signes cliniques :
- Splénomégalie
- Adénopathie pathologique (supérieure à 1 cm, sauf au pli inguinal : supérieure à 2 cm)
- Signes d'anémie

Interrogatoire :
- Âge
- Activité à risque exposant à des produits chimiques
- Exposition à des pathogènes tel que contact avec un chat ou séjour en zone d'endémie parasitaire
- Y a-t-il eu un risque d'infection par le VIH ?
- Signes d'anémie

Signes généraux :
- Asthénie
- Amaigrissement
- Fièvre
- Sueur nocturne
- Prurit généralisé

### Examens complémentaires
Les tests les plus utilisés dans l’étude des problèmes hématologiques sont :
- l’hémogramme (ou numération formule sanguine, NFS) généralement automatisé, permet de mettre en évidence en hématologie les signes suivants :
  - anémie (macrocytaire, normocytaire ou microcytaire en fonction du VGM, et régénérative ou arégénérative en fonction des réticulocytes) / polyglobulie,
  - thrombopénie / thrombocytose,
  - leucopénie (dont : neutropénie, agranulocytose) / leucocytose (dont : éosinophilie),

- le myélogramme consistant en la coloration de frottis (par exemple grâce à la méthode de Romanowsky) ;
- la biopsie ostéomédullaire ;
- les explorations de coagulation, ce sont des temps de coagulation en fait :
  - temps de céphaline activé (TCA), (mesure l'effet d'injection de céphaline, lipide proche des phosphatidyl sérine),
  - Temps de Quick (TQ) modifié en intertionalized normalized ratio (INR), (mesure l'effet d'injection de facteur tissulaire),
  - temps de thrombine, (mesure l'effet d'injection de thrombine).

## Traitements
Les traitements proposés sont :

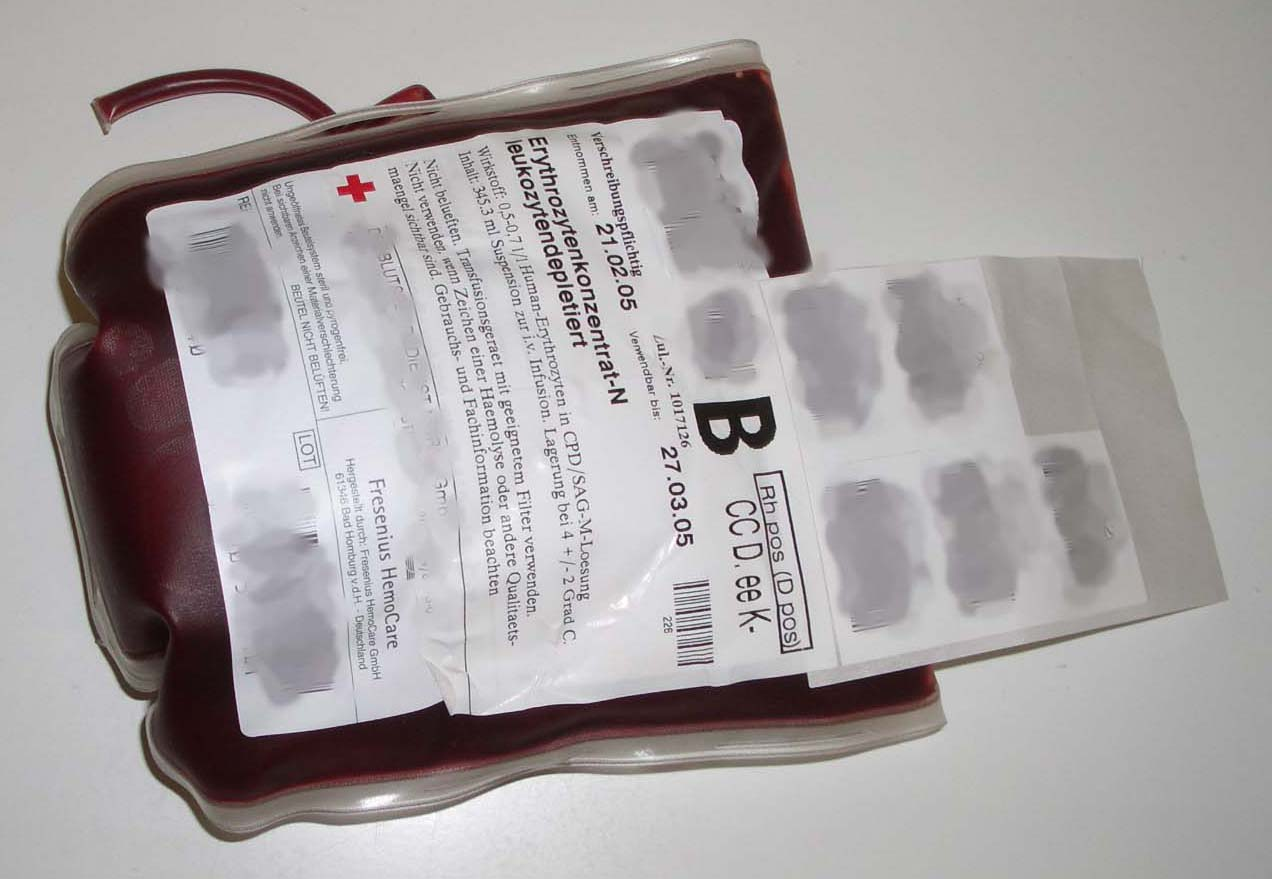
Concentré globulaire, utilisé dans les anémies et les hémorragies.

- l’utilisation de médicaments notamment la supplémentation en fer ou vitamine dans les anémies ;
- la transfusion sanguine ;
  - produits sanguins labiles (PSL),
    - concentré globulaire (dans les anémies et hémorragies)
    - concentré plaquettaire (dans les thrombopénies)
    - plasma frais congelé (dans les coagulopathies)
    - leucocytes

  - médicaments dérivés du sang,
    - fractions coagulantes (FVIII, FIX, PPSB dans les intoxications à la vitamine K)
    - albumine plasmatique (dans les syndromes néphrotiques)

- la phlébotomie ou saignée (pour l’hémochromatose ou la polycythémie) ;
- la transplantation de moelle osseuse (par exemple pour la leucémie) ;
- la chimiothérapie (par exemple pour la leucémie) ;
- la radiothérapie (de moins en moins utilisée, surtout pour les lymphomes).

À noter que pour les transfusions sanguines, il est nécessaire de recourir à des donneurs volontaires, soit bénévoles (en France en particulier) soit rémunérés. Cette collecte de sang est assurée soit par un service public (en France) ou une ONG (Croix Rouge), soit par des firmes privées. Le site transfusionnel qui fournit les produits aux cliniciens utilisateurs est parfois appelé « banque du sang ».

## Histoire de l'hématologie

### Hématologues français célèbres
- Jean Bernard (1907-2006);
- Jean-Pierre Soulier (1915-2003);
- Jean Dausset (1916-2009);
- Marcel Bessis (1917-1994);
- Georges Mathé (1922-2010);
- Jacques-Louis Binet (1932-2024);
- Eliane Gluckman (1940-).